# Alex Munday
Alex Munday er en fiktiv privatefterforsker, som bliver spillet af Lucy Liu i Charlie's Angels og Charlie's Angels: Full Throttle. 
Alex er en sofistikeret dame med mørkebrune øjne og altid perfekt kulsort hår. Hun havde rige forældre, der var professorer i filosofi og økonomi ved Harvard. Man møder Alex' far i Charlie's Angels: Full Throttle, hvor han her tror at han ved hvad Alex' arbejde er. Han tror, hun er stripper efter en noget misforstået forklaring af Alex' kæreste. Alex' far er spillet af John Cleese. 
Til Alex blev 13 år stod hun i sine forældres delvise akademiske skygge. Hun tilbragte resten af sine teenageår i udlandet, lærte levitation hos en tibetansk guru; safecracking og bombeaflysning med en parisisk dobbeltagent; danset en årgang på Stuttgart Ballet – de sædvanlige klassike uddannelser. 
Hun er ekspert til at fægte, hun vinder medaljer ved flere ridestævner, hun har været regeringens rumfart-ingeniør og vagtkonsulent hos NASA. Hun var også en tidlig pioner i skabelsen af den bærbare computer. Alex er altid oven på, hun keder sig nemt og hun har svært ved at more sig i længere tid af gangen. Hun har ingen kendte ulemper. 
Forelsket i skuespilleren Jason Gibbons fra filmseriens start til slut, bor i første i en kulissecampingvogn sammen med Jason og i 2'eren i en moderne taglejlighed i downtown Los Angeles. Hun kører rundt i en vintage sølv Mercedes Cabriolet med nummerpladen: 340-JAN. Hun forguder Martha Stewart, trods det faktum at Alex er en utrolig dårlig kok. 
Alex er meget modebevidst og går ofte i stramt og tætsiddende tøj, som bevæger sig med hendes krop. Hun går meget i læder i enten sort eller rødt. 
Alex' evner er inden for springgymnastik, ridning, skak, bueskydning, computerhacking og neurologi. Hun er ekstremt god til kampsport, såsom kung fu og karate samtidig med at hun aldrig bærer eller bruger våben. 
Hendes tætteste venner er Natalie Cook og Dylan Sanders, som er de to andre i hendes "Charlie's Angels" team. 